# Jean-Marie Beffara

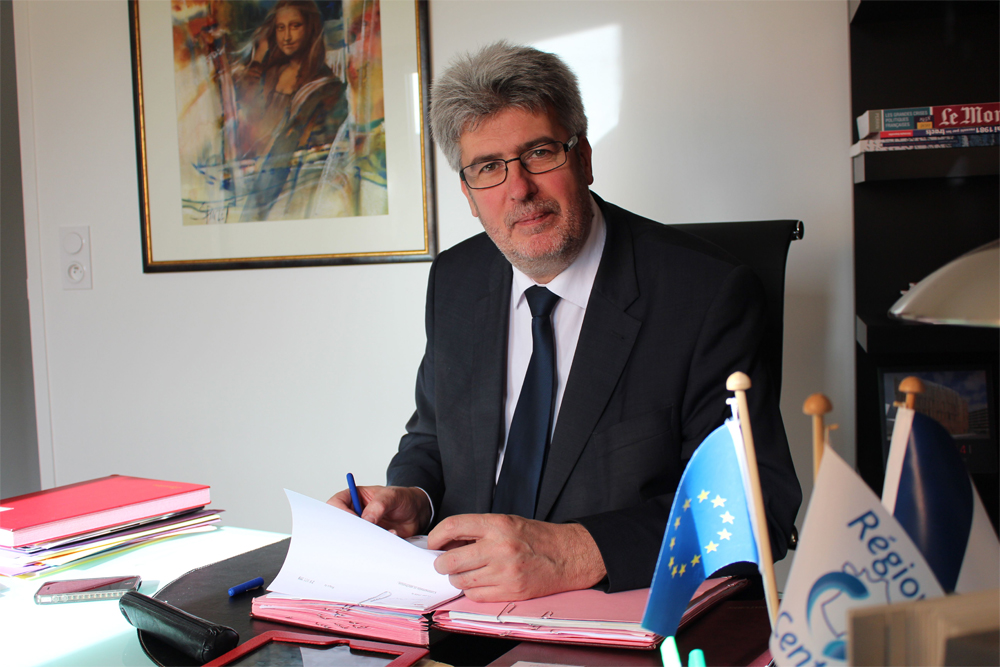
Jean-Marie Beffara (2013)

Jean-Marie Beffara (* 13. Oktober 1962 in Châteauroux) ist ein französischer Politiker. Er ist seit 2012 Abgeordneter der Nationalversammlung.
Beffara arbeitete zuerst als Sozialarbeiter und gründete 1993 eine Organisation zur Hilfe beim Aufbau von Unternehmen. 2001 zog Beffara, der Mitglied der Parti socialiste ist, in den Stadtrat von Loches ein. Dem folgte 2004 die Wahl in den Regionalrat der Region Centre. Bei den Parlamentswahlen 2012 wurde er im dritten Wahlkreis des Départements Indre-et-Loire in die Nationalversammlung gewählt.